# Garbell (agricultura)

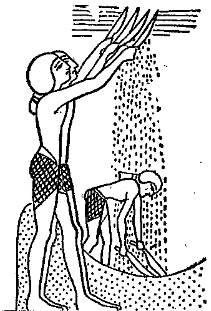
Garbellatge amb forques a l'antic Egipte

Garbellar amb el vent és un mètode agrícola desenvolupat per les cultures antigues per separar el grans dels cereals de les pellofes. També es fa servir per treure insectes del gra emmagatzemat. Abans d'aquest procés se separa el gra de la palla.
En la seva forma més simple implica llençar la mescla de gra i pellofa a l'aire i aquest aire s'emporta la pellofa, ja que aquesta és més lleugera que el gra el qual acaba caient i es recupera. Aquesta tècnica inclou usar una pala d'aventar (una mena de cistell que se sacseja per elevar la pellofa) o fer servir una forca o una pala d'aventar sobre un munt del gra collit.
Aventar (en anglès: Winnowing) també pot descriure la remoció natural de material fi d'un sediment més gruixut a càrrec del vent o del flux d'aigua, per analogia amb la separació agrícola del blat i la pellofa.

## El garbell com a eina
Una forma de separar el gra de la brutícia (pedres menudes, pols, palla) consisteix en emprar un garbell. El garbell és un receptacle amb els fons ple de forats tots d'una mateixa mida. La classificació dels garbells depèn fonamentalment de la mida dels forats. El garbell gros (també anomenat garbell clar o colador) té forats grans que no deixen passar la palla i les escombraries més grosses. El garbell fi (o espolsador) permet separar la pols dels gran.

## Tipus

### Els garbells de cilindre
Els garbells de cilindre estan compostos de fulles de llauna, foradades com ratlles, i de filferros de ferro posats circularment els uns al costat dels altres i a una distància molt propera perquè no passi el gra sinó únicament les escombraries que hi estan barrejades.
Si el cilindre és un garbell, no hi ha necessitat de divisions, doncs, amb el moviment, el gra es frega amb força cada vegada que alternativament toca a la planxa foradada en forma de ratllo: la pols i els mals grans s'escapen per les reixetes de filferro, i el gra bo surt net i brillant. Aquest garbell és excel·lent, sobretot per netejar els grans amb carbó o tizó i els que estan picats. Els millors garbells d'aquest gènere són els que tenen més diàmetre i així se'ls pot donar fins a tres peus.

### Els garbells de vent

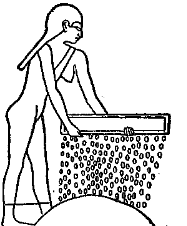
Ús del garbell a l'agricultura a l'Antic Egipte.

El gra es llença com en els altres garbells en una ximpleria i surt per una obertura que s'engrandeix o es fa més petit obrint més o menys una porta corredissa en girar un petit cilindre col·locat a sobre, al voltant del qual hi ha una corda petita que correspon a la casa.
En sortir de la tremuja, el blat es distribueix per un garbell que té unes malles de filferro groc molt amples perquè el blat bo pugui passar per elles. Els grans avortats i la major part dels de carbó van amb el blat bo, i l'aire (del qual es descriu a continuació) els treu.
Aquest garbell es posa en un calaix lleuger de fusta amb els dos costats i els fons fets d'unes taules primes. Es disposa de manera que el garbell estigui una mica inclinat per davant. Com que aquesta circumstància fa que el blat corri amb més o menys lleugeresa, es pot arreglar convenientment la inclinació del garbell per mitjà d'una clavilla cilíndrica que dona voltes, la qual té en un extrem una rodeta dentada subjecta per una llengüeta. Quan aquesta clavilla fa voltes, s'escurça o s'allarga una corda que aixeca o baixa l'extrem anterior del garbell.

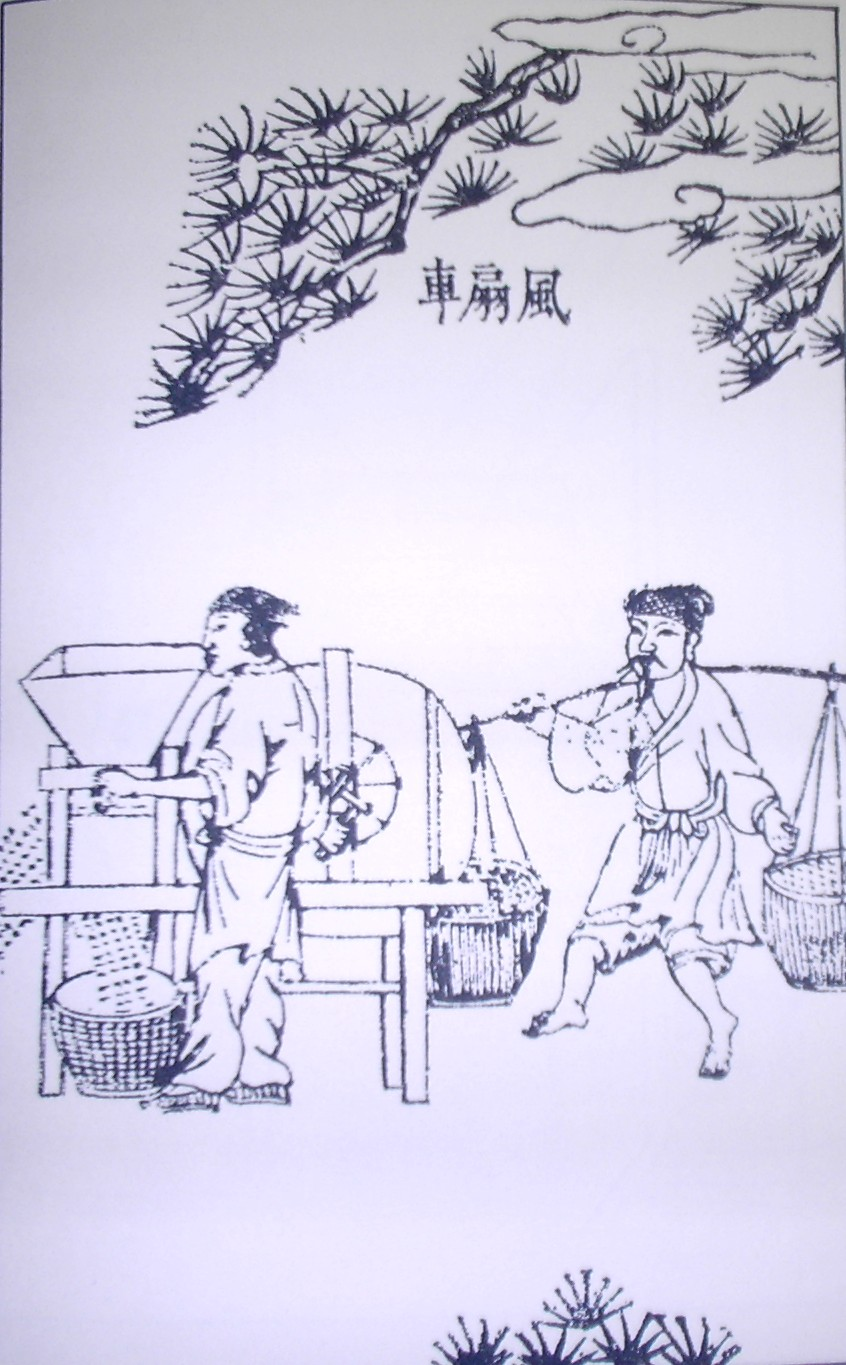
Màquina de cribratge en una il·lustració xinesa del d'una màquina aventadora giratòria accionada per manovella que separa les closques del gra. Imatge publicada el 1637 a l'enciclopèdia Tiangong Kaiwu escrita per l'erudit de la dinastia Ming Song Yingxing (1587-1666). – Pàgina 85 de la traducció de E-tu Zen Sun I Shiou-chuan Sun (Pennsylvania State University Press, 1966).

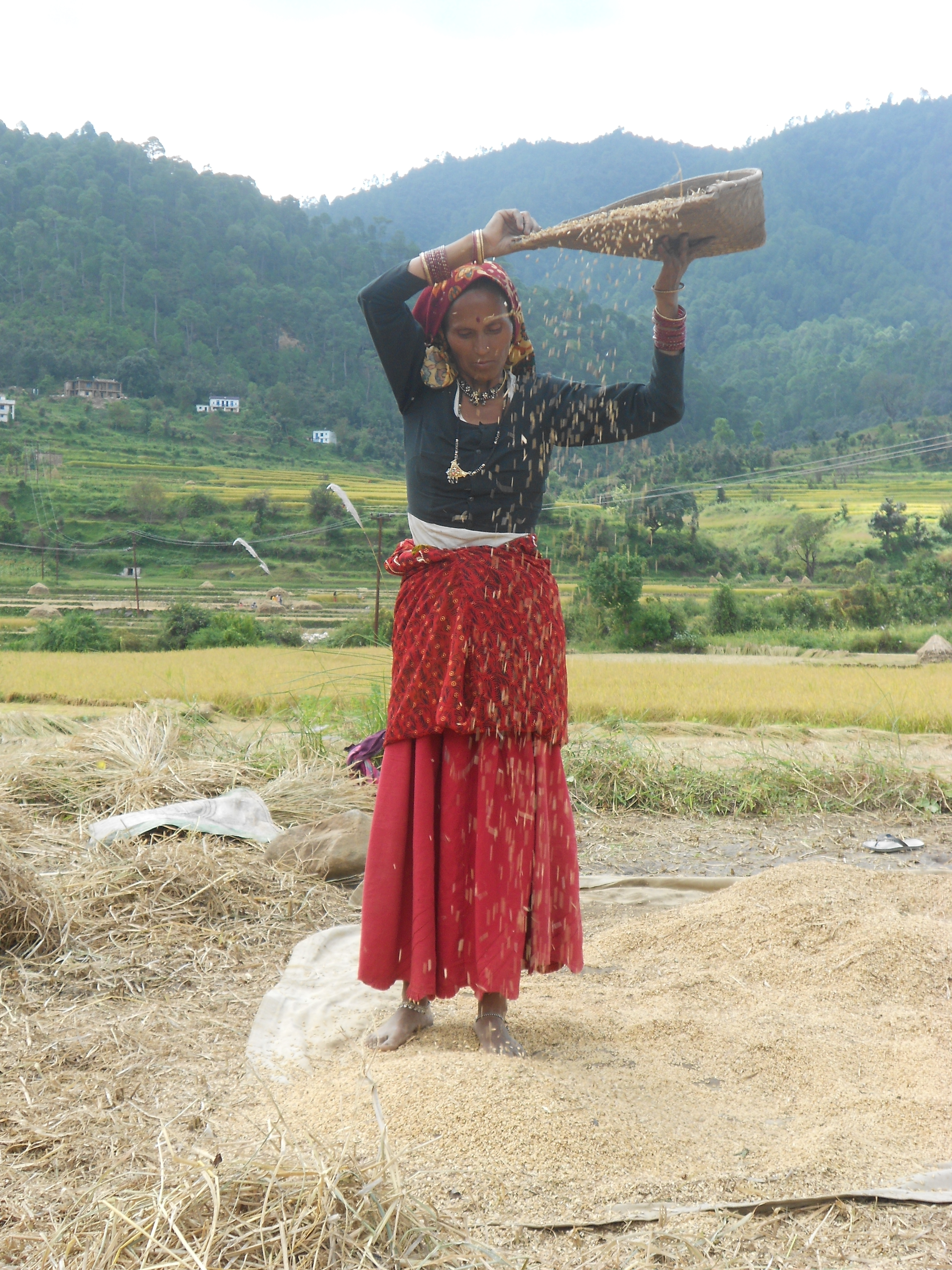
Cribratge de l'arròs a Uttarakhand, Índia, 2011.

#### Ús del garbell
Malgrat aquest pendent, no correria el blat si no es donés al garbell un moviment d'una part a l'altra, l'efecte del qual el produeix el mecanisme següent. A l'extrem de l'eix, oposat a l'extrem on hi ha la cigonya, hi ha una roda que té osques sobre el front vertical del costat del calaix. Un bastó o una palanca llarga, una mica encorbada, correspon a aquestes osques per la punta. Aquesta palanca està subjecta al calaix per la part superior de l'angle molt obtús o poc sensible que formen els dos braços. A l'extremitat de la palanca, oposada a la roda amb osques, hi ha lligada una corda que, travessant pel calaix, donarà al garbell. De l'altra banda del calaix hi ha una altra vara que fa ressort i correspon al garbell per una altra corda que també travessa el calaix. Com és lògic, quan es mou l'eix, les osques de la rodeta donen un moviment d'oscil·lació a la punta de la palanca amb què correspon, i aquest moviment es comunica a l'altra punta i, per mitjà de la corda, a la punta cribratge, la qual cosa causa el moviment que es desitja.

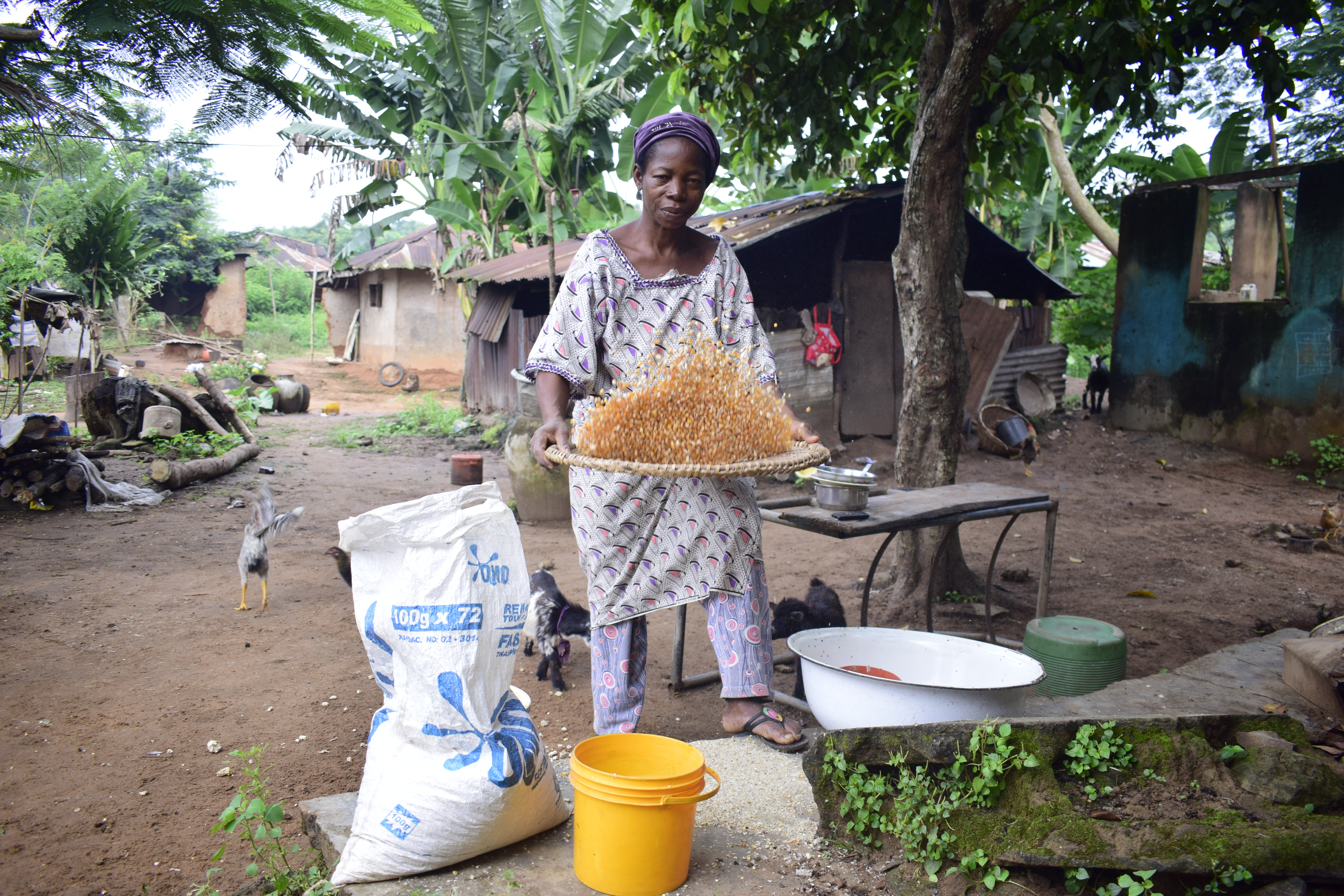
Ús del garbell en un poble de Nigèria.

Aquest moviment fa passar el gra a poc a poc al garbell, que es troba una mica inclinat, i el que no pot passar entre les malles o els forats cau per l'extremitat en forma d'un broc d'aigua sobre un pla inclinat que el fa fora, davant de la part anterior del garbell. El que ha passat pel garbell superior cau en forma de pluja sobre un pla inclinat uns quaranta-cinc graus, en el qual troba un filat o reixeta de filferro semblant a l'anterior, però amb malles o forats una mica més estrets perquè el gra sovint caigui sota el calaix mentre que el gruix se'n va cap a la part posterior del garbell.
Sobre un dels costats del calaix s'adverteix una cigonya que fa moure una roda dentada, que enganxa en una llanterna clavada sobre l'eix, que fa moure la rodeta amb osques de què s'ha parlat.
Aquest eix gran (que, per mitjà de la llanterna, es mou amb molta lleugeresa), té vuit ales fetes de tauletes primes, les quals, donant una força centrífuga a l'aire que baten, produeixen un vent considerable que llança molt lluny tota la pols, la palla i els cossos lleugers que es troben al gra, sigui que hagin passat pel garbell o que els terrossos i immundícies caiguin per la part davantera del garbell.
Per formar-se una idea exacta d'aquest instrument cal figurar-se un home voltejant la cigonya, la qual fa girar una roda dentada. Aquesta roda, enganxada a la llanterna col·locada a sobre, dóna un moviment de rotació molt viu a l'eix gran que fa donar voltes a les ales ubicades dins del calaix i a la rodeta moscada que es troba a l'altra part del mateix calaix. Aquesta rodeta imprimeix un moviment tremolós a la palanca que fa moure el garbell superior tant com es mou la cigonya.
Un altre home fa blat a la tremuja. Aquest blat cau a poc a poc al garbell superior que, en tenir una mica de pendent per davant i trobar-se en una mena de tremolor continu, plana el blat, passant-ho a poc a poc en forma de pluja. En aquesta caiguda el sorprèn un vent molt fort ocasionat per les ales clavades a l'eix gran, i el gra cau sobre un pla inferior on hi ha un altre garbell (el garbell inferior) que separa el gra gruixut del sovint.
Com que les peces que componen aquest garbell no exigeixen una proporció exacta, l'escala n'hi ha prou per indicar amb curta diferència quina ha de ser la seva grandària, però cal advertir que l'eix gran ha de ser de ferro igual que els cilindres o fusos de la llanterna de coure, sense la qual cosa aquestes peces durarien molt poc. També convé que el garbell inferior sigui més gran per tal que pugui tenir més divisions amb forats de diferents mides per separar els diferents grans i les diferents llavors.
Aquest garbell de vent és excel·lent per treure al gra bo la pols, la palla, les llavors menudes, els grans de tizó; en una paraula, tot allò que és més lleuger o més gruixut que el blat bo. També separa tots els terrossos formats per les arnes, els excrements dels ratolins o dels gats, etc.
Perquè produeixi el millor efecte possible cal que el graner tingui finestres o lumbreras en els dos costats oposats. D'aquesta manera, col·locant l'extrem del garbell davant de la finestra oposada al vent, el que entra al graner s'uneix al que fan les ales del garbell i llança a molta distància totes les immundícies.
La seva utilitat no està limitada a aquest punt. És també apreciable per separar el gra bo de totes les seves immundícies a mesura que s'acaba de treure de l'espiga, sense necessitat de portar-lo i portar-lo repetides vegades de l'era (lloc de treball) al graner i del graner a lera.

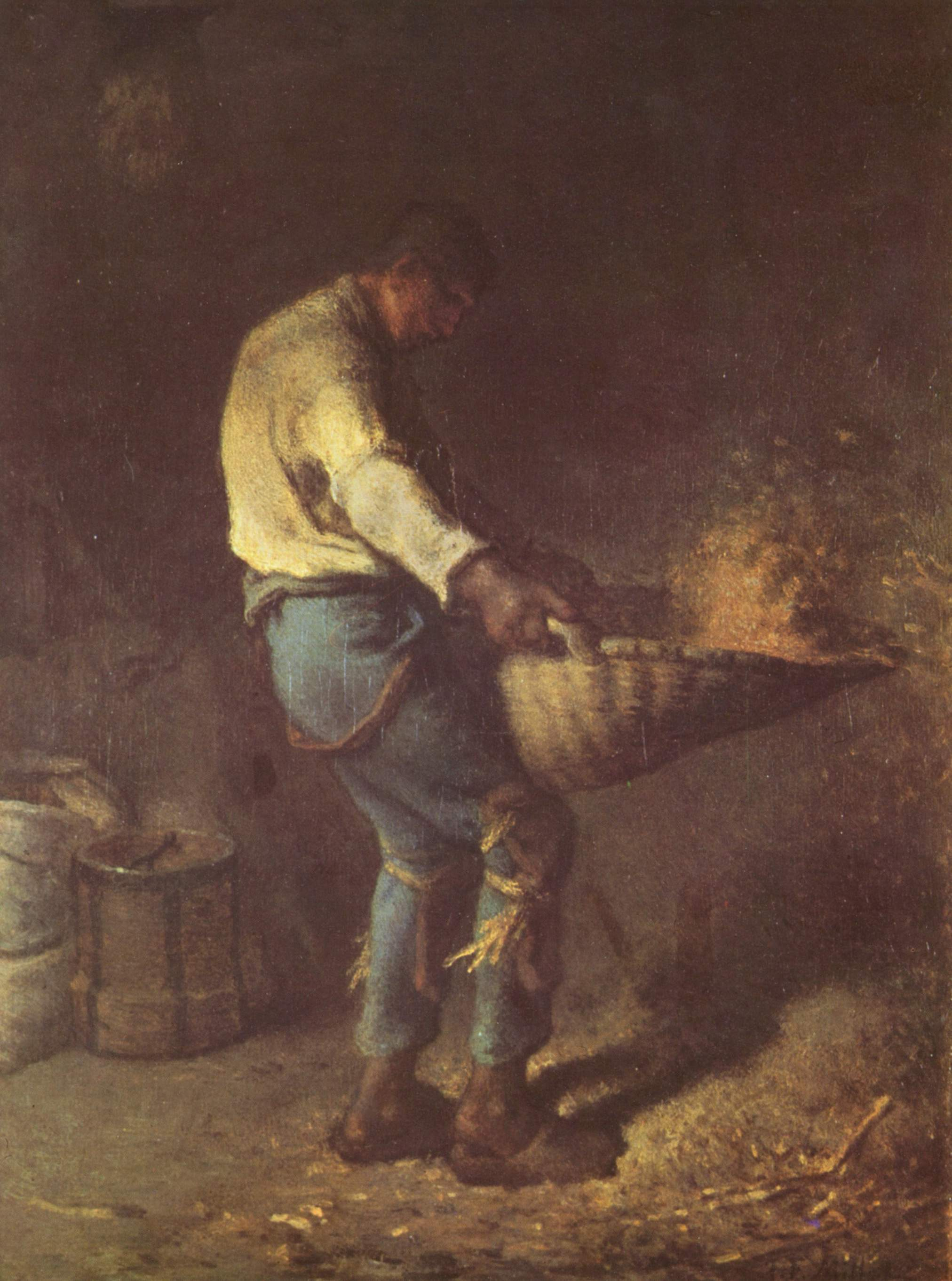
"L'aventador", pintura de Jean-François Millet. Museu d'Orsay.

## A l'antiga Grècia
La cistella de ventar en grec es diu λίκνον (líknon, que també significa 'bressol'), i destaca en els ritus reconeguts de Dionís i els Misteris d'Eleusis: segons comenta Jane Ellen Harrison «va ser un senzill instrument agrari incorporat i fet místic per la religió de Dionís». Segons el mite, Dionís Licnita ('Dionís Garbellador') va ser despert per les dones de Dionís, les Tíades, en una cova del Parnàs per sobre de Delfos, i, d'altra banda, els nadons grecs es col·locaven en un garbell de ventar. En l'Himne a Zeus de Cal·límac, Adrastea, posa l'infant Zeus en un garbell d'or, i la cabra d'Adrastea el llepa mentre és apeixit amb mel. A l'Odissea, l'oracle de mort de Tirèsias diu a Odisseu que se'n vagi d'Ítaca amb un rem tan lluny fins que algú li digui que allò és una pala de ventar (és a dir, tan lluny de la mar que no conegui els rems), i que allà construesca un santuari dedicat a Posidó.

## A la Xina

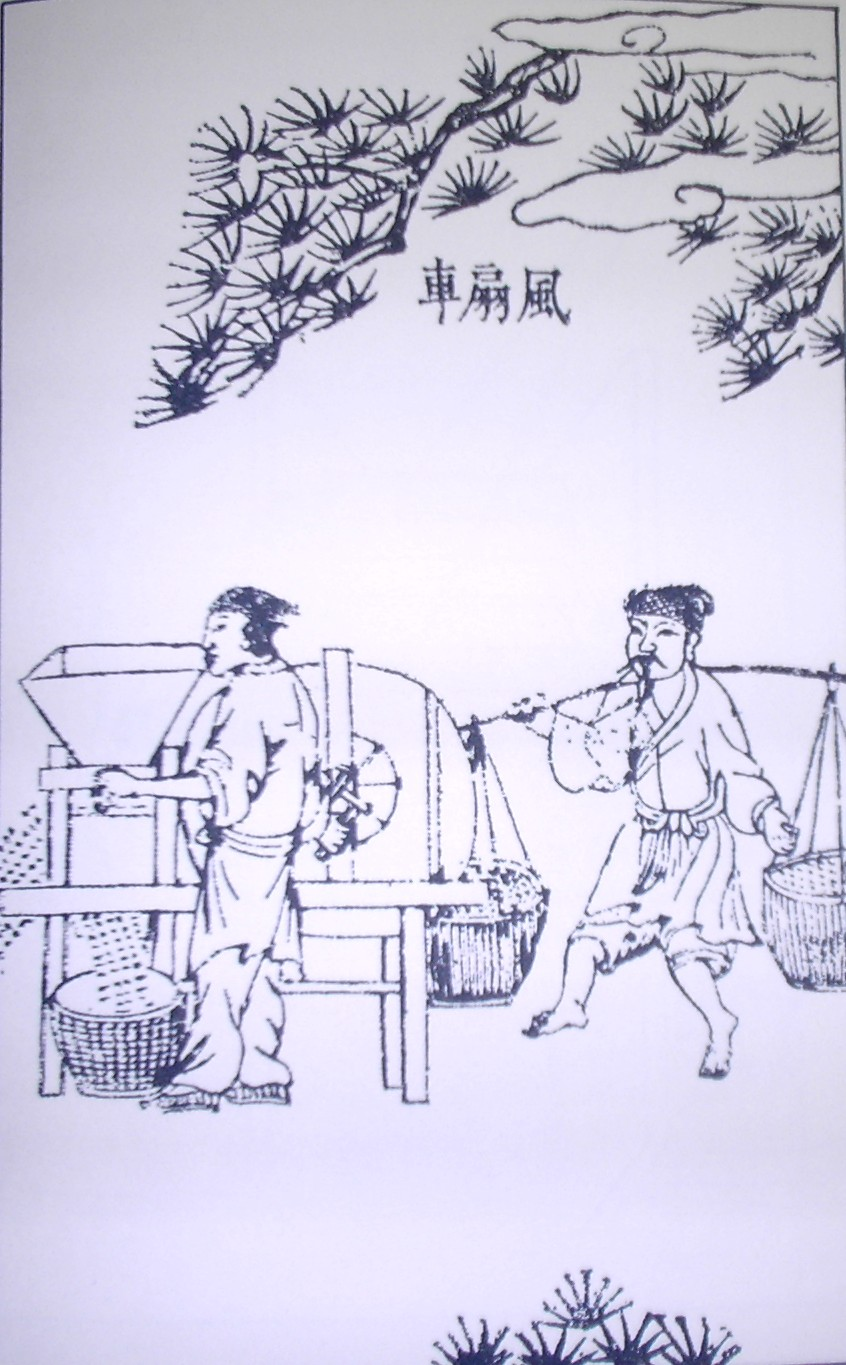
Màquina xinesa de garbellar, de l'Enciclopèdia Tiangong Kaiwu (1637) per Song Yingxing

A l'Antiga Xina, el mètode de garbellar va ser millorat amb el desenvolupament del garbell rotatiu que utilitzava un ventall per produir un corrent d'aire.

## En el Nou Testament
En l'Evangeli de Mateu 3,12, es parla de la separació del blat i la pellofa (els bons i els dolents) pel "seu garbell en la seva mà".

## A Europa

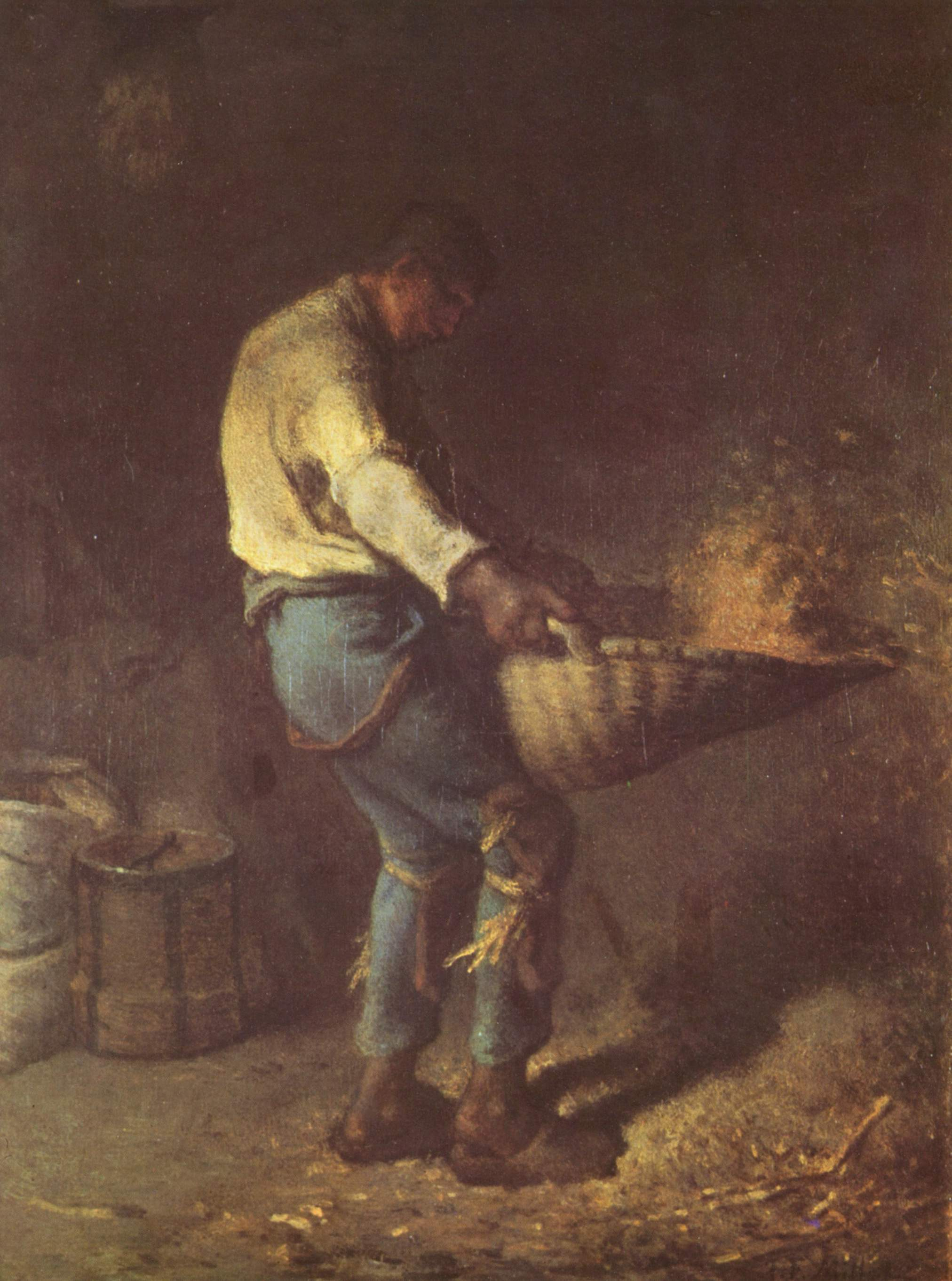
Le vanneur per Jean-François Millet, del segleXIX

Als assentaments saxons com un identificat a Northumberland com Bede's Ad Gefrin (actualment dit Yeavering) es va veure en una excavació que aquells edificis antics tenien les entrades oposades i la raó d'aquesta disposició era que es feien servir per garbellar. La tècnica desenvolupada pels xinesos no es va fer servir a Europa fins al segle xviii.
Durant l'antic règim, existia l'ofici de garbellador públic, que s'encarregava de garbellar el blat perquè fos mesurat per un mesurer (oficis que sovint anaven junts) en una quartera. Els preus i les mesures eren públiques i estaven definides pel col·legi professional. A Mallorca, els porgadors (garbelladors) i els mesuradors constituïen un col·legi propi, que data del segle xvi i treballava a la plaça de la Quartera. El seu patró era la Visitació de Maria, celebrada el 2 de juliol, que no veneraven en cap capella determinada. L'escut del col·legi consistia en una barcella i un garbell.

## Als Estats Units
El desenvolupament del mecanisme de garbellar winnowing barn va permetre augmentar molt el rendiment de l'arròs conreat a Carolina del Sud.

## En sedimentologia
El garbellat permet descriure la separació natural del material fi d'un sediment més gruixut mitjançant el vent o el flux de l'aigua, que és anàleg al procés agrícola de separar el blat de la pellofa. Una vegada dipositat el sediment, els canvis següents en la direcció o velocitat del vent o del flux d'aigua poden agitar els grans dins el sediment i permetre treure diferencialment els grans més fins. Això pot incrementar la mida mitjana dels grans d'un sediment una vegada s'ha dipositat.

## Mecanització del procés

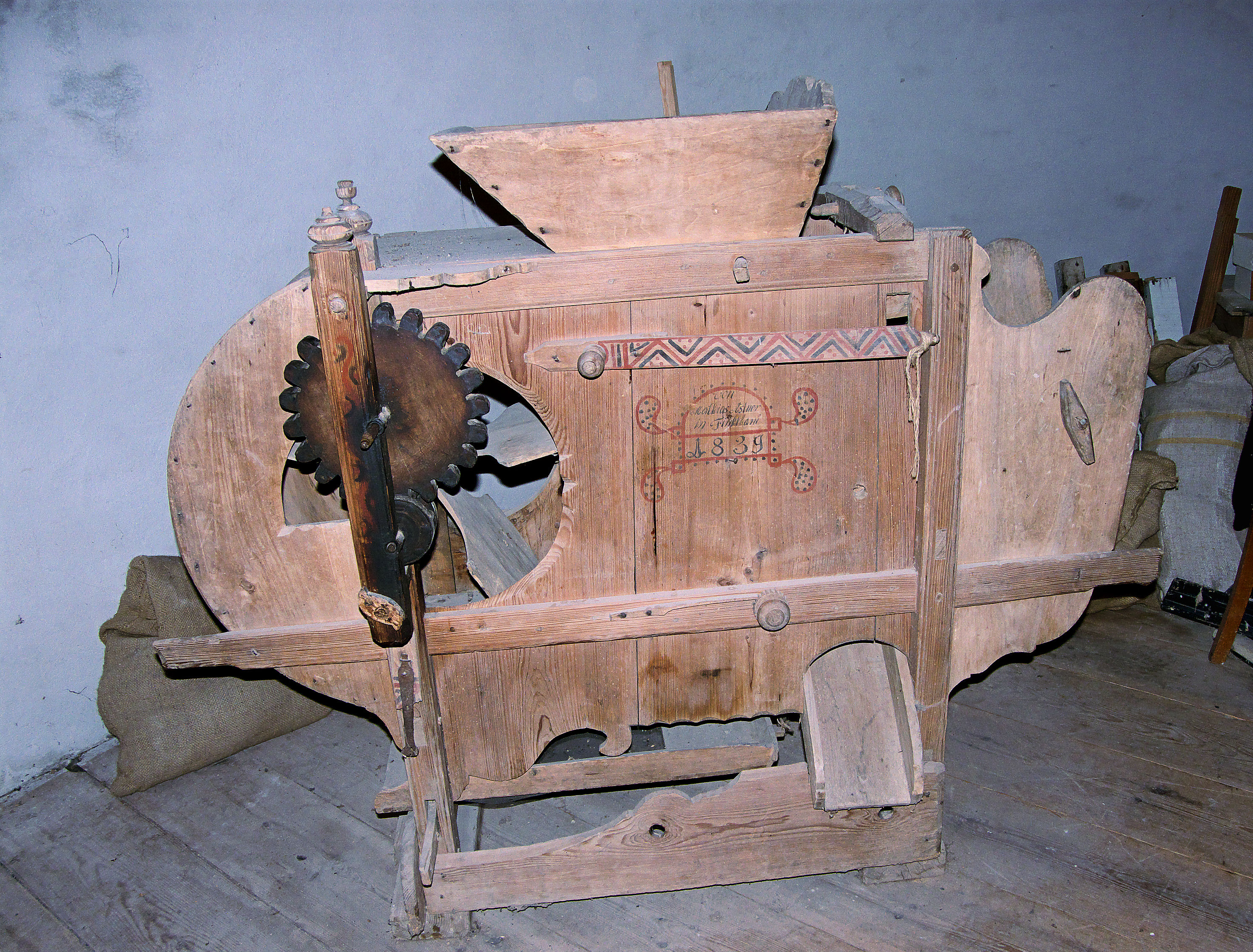
Màquina d'aventar de 1839

El 1737 Andrew Rodger, un granger de la finca de Cavers a Roxburghshire, va desenvolupar una màquina de triturar blat de moro, anomenada 'Fanner'. Aquests van tenir èxit i la família els va vendre a tota Escòcia durant molts anys. Alguns ministres presbiterians escocesos van veure els fanners com un pecat contra Déu, perquè el vent era una cosa feta especialment per ell i un vent artificial era un intent agosarat i d'usurpar allò que només pertanyia a Déu. Durant la Revolució Industrial, el procés de ventall es va mecanitzar mitjançant la invenció de màquines de ventall addicionals, com ara els molins de ventall.

## Galeria

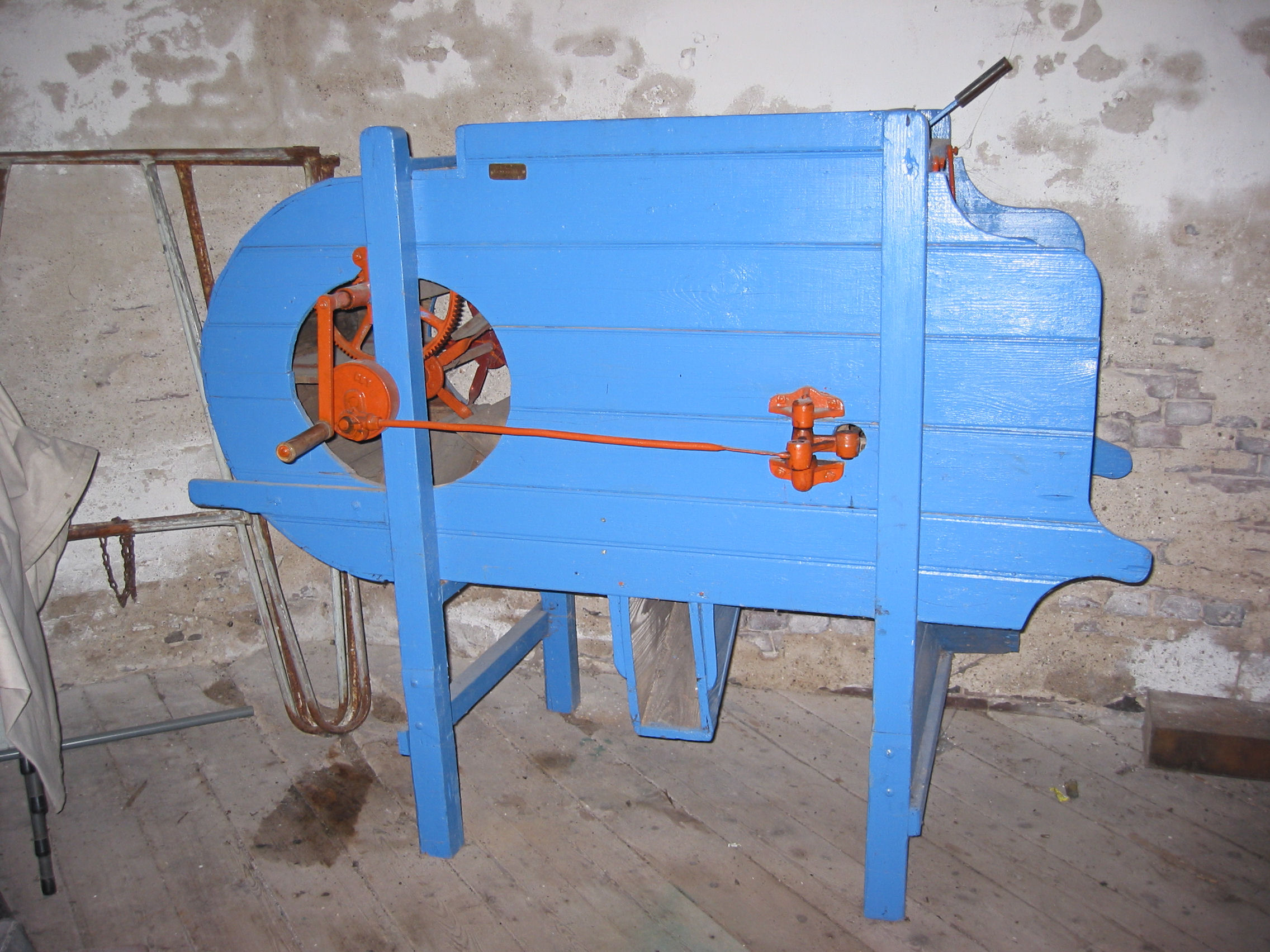
Màquina de garbellar
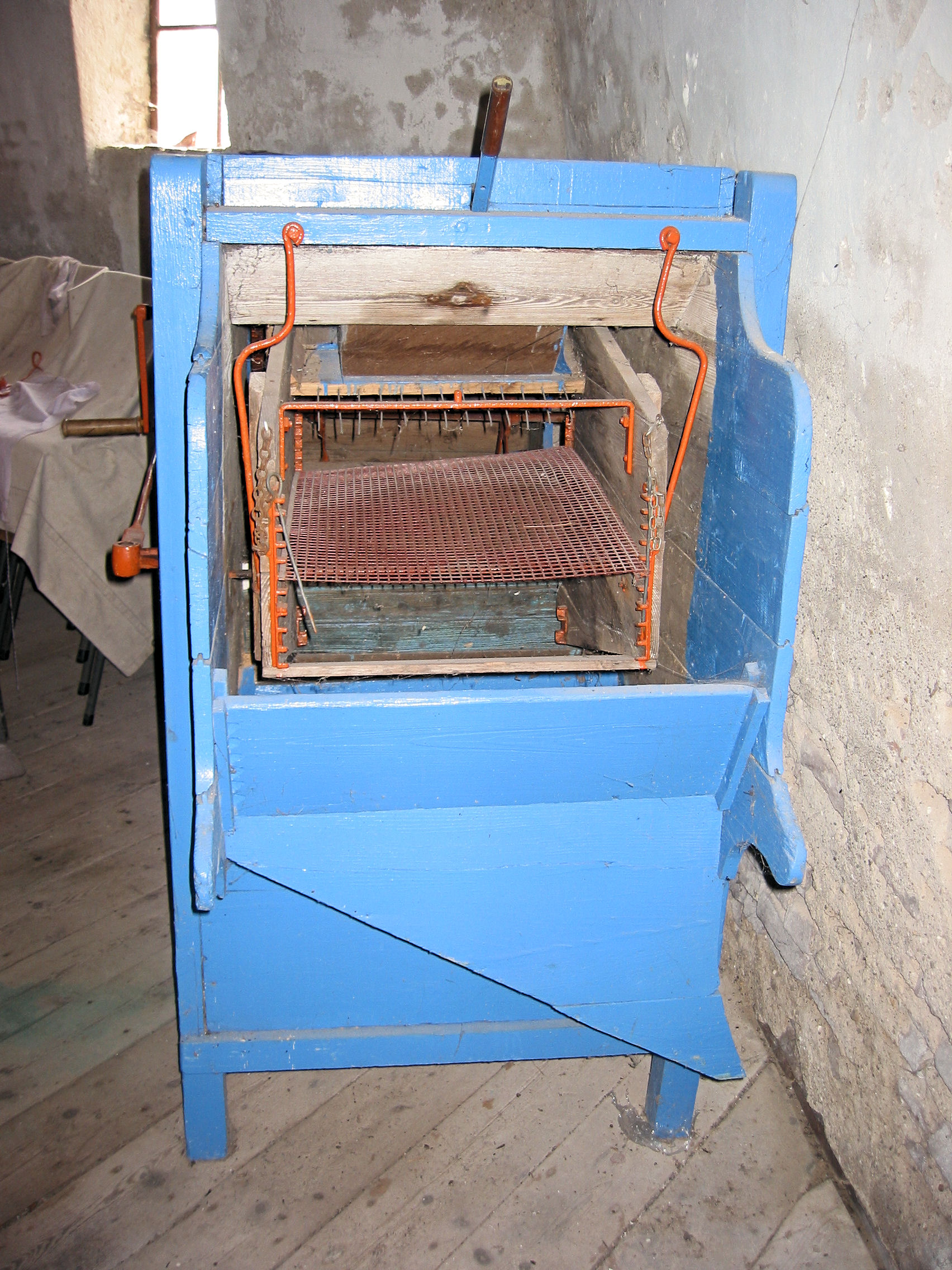
Màquina de garbellar
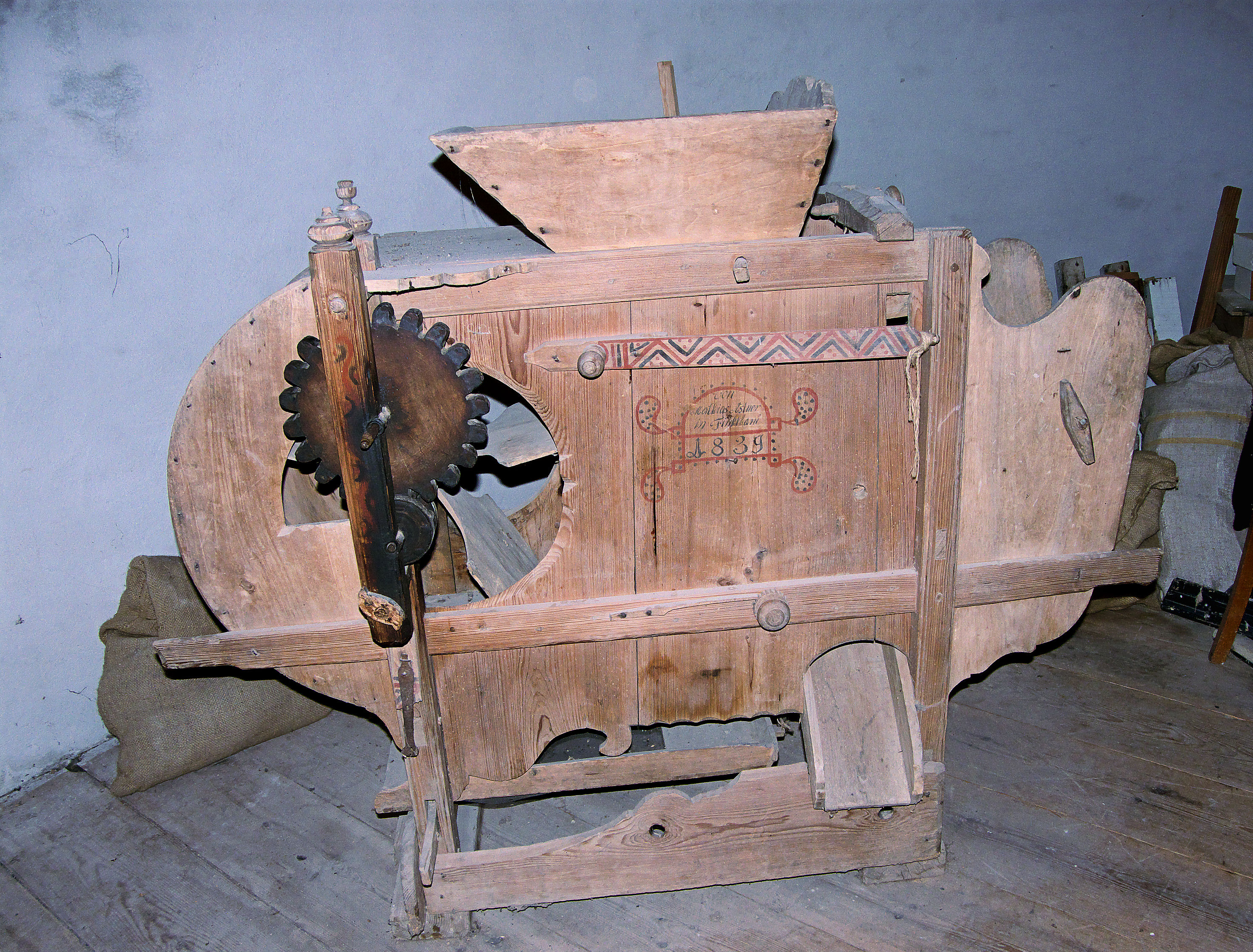
Màquina de garbellar de 1839
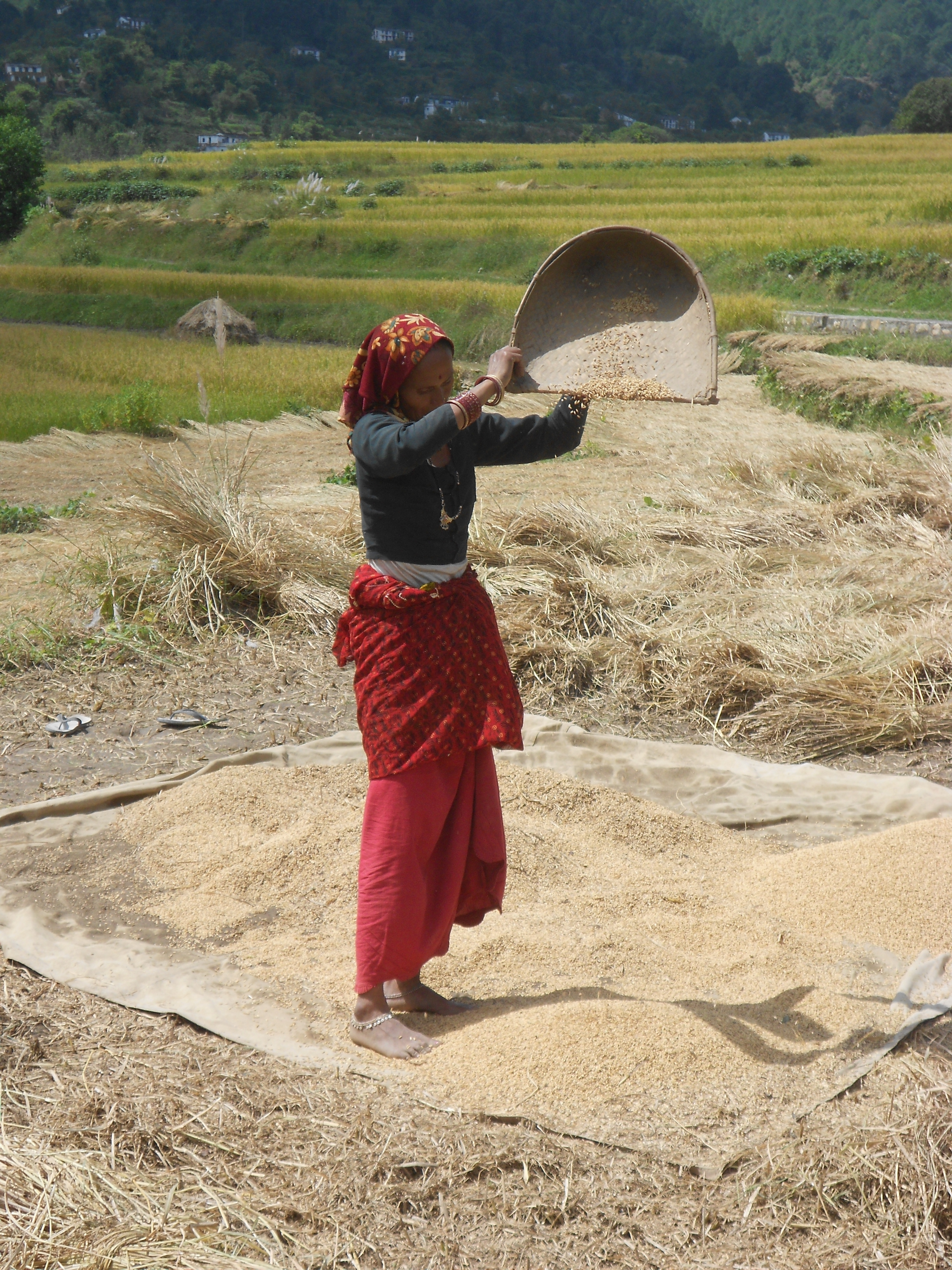
Garbellat de l'arròs, Uttarakhand, ïndia
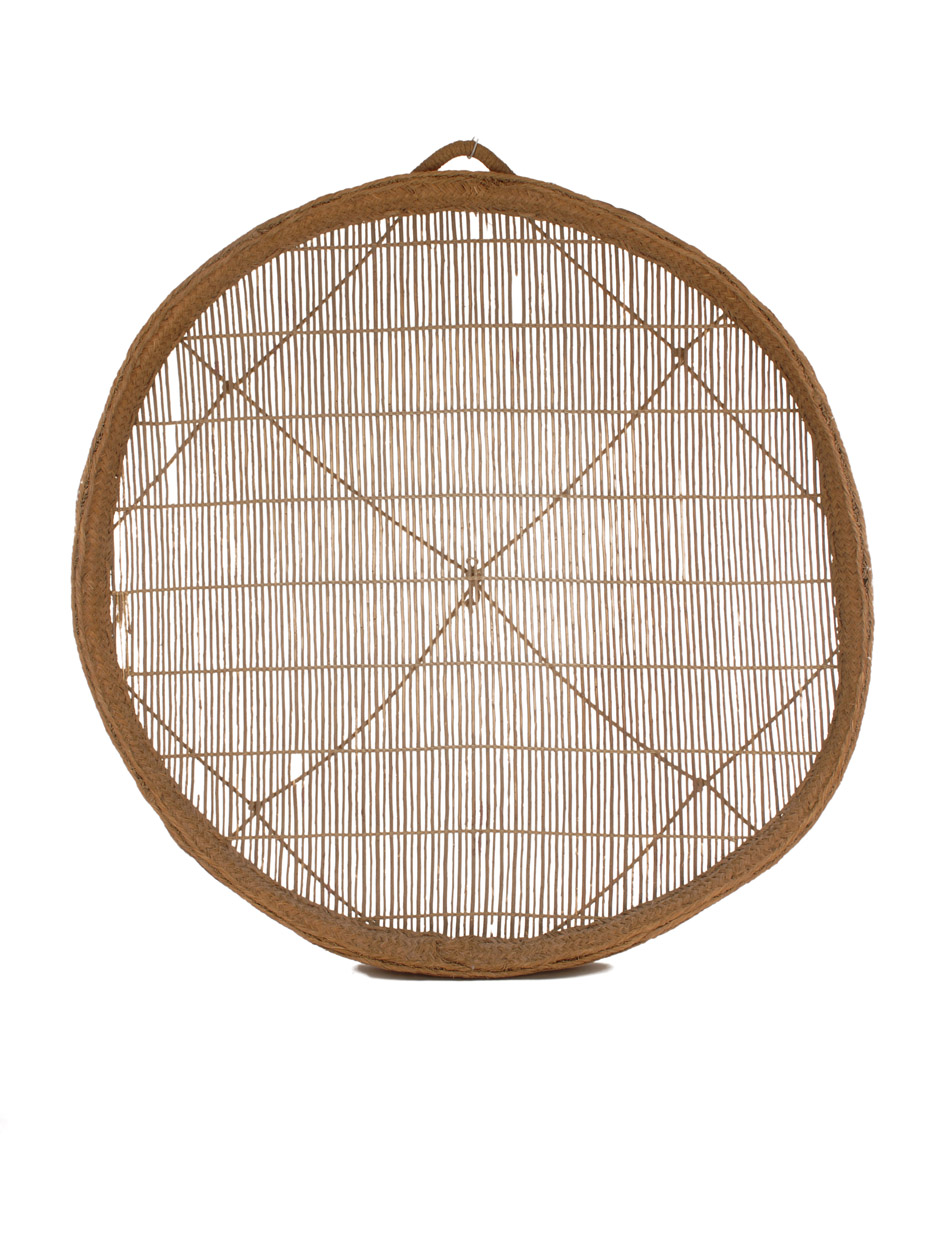
Garbell per a xufes conservat al Museu Valencià d'Etnologia